# Cumbre América del Sur-Países Árabes
La Cumbre América del Sur-Países Árabes (ASPA) es la instancia de encuentro entre los mandatarios de América del Sur y de las naciones árabes que tienen como objetivo impulsar el intercambio económico y comercial entre los países de la Liga Árabe y la Unión de Naciones Suramericanas, además de buscar puntos de convergencia en temas políticos de gran importancia mundial.
La primera Cumbre ASPA tuvo lugar en la capital brasileña de Brasilia, durante los días 10 y 11 de mayo de 2005, y su agenda incluía como temas principales consolidar la cooperación científica, técnica y cultural entre ambas regiones, y de facilitar las condiciones para incrementar el comercio y las inversiones mutuas. 

## Integrantes

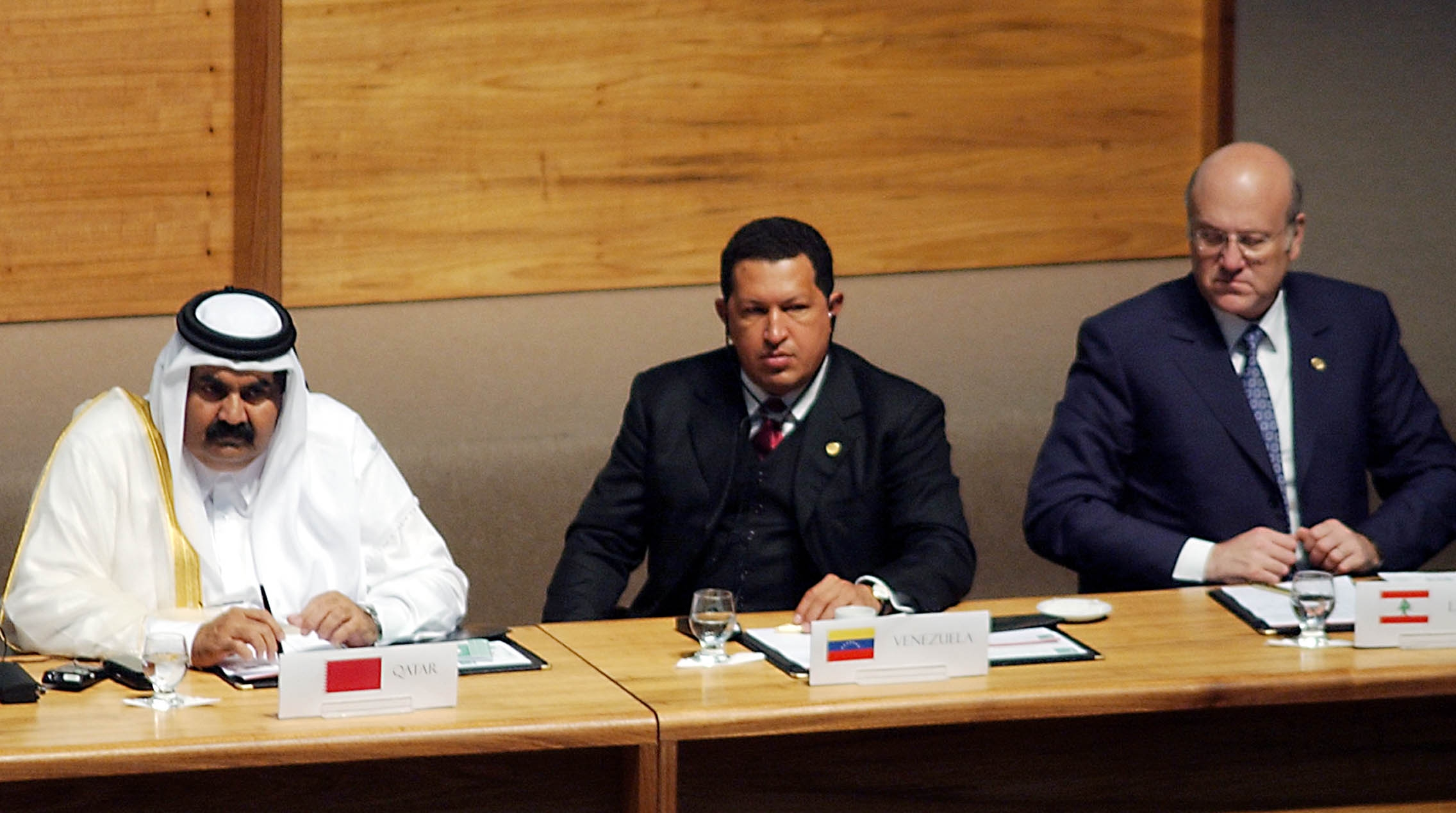
El emir de Catar, Hamad bin Jalifa Al Thani, el presidente de Venezuela, Hugo Chávez, y el primer ministro de Líbano, Najib Mikati, durante la I Cumbre América del Sur-Países Árabes celebrada en el Centro de Convenciones de Brasilia en 2005.

La ASPA está compuesta por todos los Estados miembros de la UNASUR y por los de la Liga Árabe. Ellos son: 

### UNASUR
- Bolivia
- Guyana
- Perú (autosuspendido desde 2018)
- Surinam
- Uruguay
- Venezuela

### Liga Árabe
- Arabia Saudita
- Argelia
- Baréin
- Catar
- Comoras
- Egipto
- Emiratos Árabes Unidos
- Irak
- Jordania
- Kuwait
- Líbano
- Libia
- Marruecos
- Mauritania
- Omán
- Palestina
- Siria (suspendida desde 2011)
- Somalia
- Sudán
- Túnez
- Yemen
- Yibuti

## Cumbres realizadas
- I Cumbre América del Sur-Países Árabes, realizada en Brasilia el 10 y 11 de mayo de 2005.
- II Cumbre América del Sur-Países Árabes, realizada el 31 de marzo de 2009 en Doha, Catar.
- III Cumbre América del Sur-Países Árabes, realizada el 1 y 2 de octubre de 2012, en Lima, Perú.
- IV Cumbre América del Sur-Países Árabes, realizada en 2015, en Arabia Saudita.[1]
- V Cumbre América del Sur-Países Árabes, que se iba a realizar en 2018, en Caracas, Venezuela, pero quedó suspendido.[2]